# Tachymenes ornativentris
Tachymenes ornativentris är en stekelart som först beskrevs av Cameron 1910.  Tachymenes ornativentris ingår i släktet Tachymenes och familjen Eumenidae. Inga underarter finns listade i Catalogue of Life.